# 粗异白樱蛤属
粗异白樱蛤属（学名：Heteromacoma）是樱蛤科下的一个属。

## 下属物种
本属包括以下物种：
- 粗异白樱蛤 Heteromacoma irus (Hanley, 1845)
- 日本白樱蛤 Heteromacoma japonica (Martens, 1872)
- 小山白樱蛤 Heteromacoma oyamai Kira, 1959